# Coupe d'Islande de football 1966
La coupe d'Islande 1966 de football est la 7e édition de la Coupe nationale de football.
Elle s'est disputée du 16 juillet 1966 au 23 octobre 1966, avec la finale jouée au Melavöllur à Reykjavik.
La Coupe revêt une haute importance puisque le vainqueur est qualifié pour la Coupe des Coupes (Si un club gagne à la fois le championnat et la Coupe, c'est le finaliste de la Coupe qui prend sa place en Coupe des Coupes).
Les équipes de 1. Deild (1re division) ne rentrent qu'en quarts de finale de l'épreuve. Lors des tours précédents, les équipes de 2. Deild (2e division), ainsi que les équipes réserves s'affrontent en matchs simples. En cas de match nul, le match est rejoué.
Le KR Reykjavik remporte sa 6e Coupe en 7 saison en battant en finale le champion d'Islande, le Valur Reykjavik 1 but à 0.

## Premier tour
| Équipe 1             | Résultat | Équipe 2             |
| -------------------- | -------- | -------------------- |
| ÍBK Keflavík B       | 2 - 3    | þrottur Reykjavik B  |
| FH Hafnarfjörður     | 3 - 1    | IA Akranes B         |
| þor Vestmannaeyjar   | 2 - 3    | ÍB Isafjörður        |
| Vikingur Reykjavik B | 3 - 1    | Fram Reykjavik B     |
| Fram Reykjavik       | 5 - 1    | Breiðablik Kopavogur |
| UMF Selfoss          | 0 - 3    | Valur Reykjavik B    |
| Haukar Hafnarfjörður | 0 - 1    | Týr Vestmannaeyjar   |
| KR Reykjavik B       | 3 - 0    | ÍB Siglufjörður      |

## Deuxième tour
| Équipe 1         | Résultat | Équipe 2            |
| ---------------- | -------- | ------------------- |
| KR Reykjavik B   | 1 - 0    | Vikingur Reykjavik  |
| ÍB Isafjörður    | 2 - 0    | þrottur Reykjavik B |
| FH Hafnarfjörður | 2 - 0    | Týr Vestmannaeyjar  |
| Fram Reykjavik   | 4 - 2    | Valur Reykjavik B   |

## Troisième tour
| Équipe 1       | Résultat | Équipe 2         |
| -------------- | -------- | ---------------- |
| KR Reykjavik B | 1 - 2    | ÍB Isafjörður    |
| Fram Reykjavik | 4 - 2    | FH Hafnarfjörður |

## Quarts de finale
- Entrée en lice des 6 clubs de 1. Deild

| Équipe 1               | Résultat | Équipe 2          |
| ---------------------- | -------- | ----------------- |
| þrottur Reykjavik (D1) | 4 - 2    | ÍB Isafjörður     |
| KR Reykjavik (D1)      | 10 - 0   | IA Akranes (D1)   |
| Valur Reykjavik (D1)   | 3 - 1    | ÍBA Akureyri (D1) |
| Fram Reykjavik         | 0 - 1    | ÍBK Keflavík (D1) |

## Demi-finales
| Équipe 1        | Résultat | Équipe 2          |
| --------------- | -------- | ----------------- |
| Valur Reykjavik | 5 - 0    | þrottur Reykjavik |
| ÍBK Keflavík    | 0 - 3    | KR Reykjavik      |

## Finale
| 23 octobre 1966 | KR Reykjavik         | 1 - 0 | Valur Reykjavik | Melavöllur, Reykjavik |
|                 | Arsaell Kristjansson |       |                 |                       |
|                 | (Rapport)            |       |                 |                       |

- Le KR Reykjavik remporte sa 6e Coupe d'Islande et se qualifie pour la Coupe des Coupes 1967-1968.